# Parque nacional de Meru Betiri
El parque nacional de Meru Betiri es un parque nacional ubicado en la provincia de Java Oriental, Indonesia, que se extiende por una superficie de 580 km² de los cuales una pequeña parte es marina (8,45 km²). Las playas del parque proporcionan terrenos para el anidamiento de especies de tortugas en peligro como la tortuga laúd, la tortuga carey, la tortuga verde y la tortuga olivácea.

## Geografía y clima
El parque nacional de Meru Betiri tiene una topografía variada que va desde la llanura costera a las tierras altas con una altitud de caso 1.200 m s. n. m. Las montañas más altas en el parque son monte Gamping (538 m), monte Butak (609 m), monte Sukamade Atas (801 m), monte Gendong (840 m asl), monte Mandilis (844 m) y monte Betiri (1,192 m). La topografía a lo largo de la costa es en general de colinas y montañas. Hay sólo unas pocas llanuras costeras arenosas, la mayor parte de ellos ubicados en el oeste, como la playa de Rajegwesi, la de Sukamade, la Permisan, la de Meru y la playa de Bandealit. Algunos ríos que cruzan el parque nacional de Meru Betiri son el río Sukamade, un río perenne, el río Permisan, el Meru y el Sekar Pisang que fluye hacia la costa meridional.
La zona de Meru Betiri se ve influida por el viento monzónico. Durante los meses de noviembre a marzo, el viento occidental trae lluvia a la zona, mientras que la estación árida aparece en los meses de abril a octubre. La pluviosidad anual media está entre 2.300 y 4.000 mm, con cuatro meses secos y siete húmedos de media.